# Kim Rørbæk
Kim Bernhoff Rørbæk (født 11. december 1948 i Silkeborg, Danmark) er en dansk tidligere roer.
Rørbæk deltog ved OL 1976 i Montreal i disciplinen toer uden styrmand. Hans makker i båden var Mogens Rasmussen. Danskerne sluttede på en samlet 14. plads ud af 15 både i konkurrencen, efter at være blevet sidst i det indledende heat og næstsidst i opsamlingsheatet.